# Quintus Naevius Sutorius Macro
Quintus Naevius Cordus Sutorius Macro (* 21 v. Chr.; † 38) war von 31 bis 38 n. Chr. ein römischer Prätorianerpräfekt unter den Kaisern Tiberius und Caligula. Er hatte maßgeblichen Einfluss auf den Untergang des mächtigen Gardepräfekten Lucius Aelius Seianus sowie auf die Inthronisierung Caligulas.

## Aufstieg zum Prätorianerpräfekten
Der 21 v. Chr. in Alba Fucens geborene Macro war zunächst als praefectus vigilum Leiter der stadtrömischen Feuerwehr und Nachtwache. Diese Informationen sind einer Inschrift aus Alba Fucens zu entnehmen. Wie lange er im Amt war, geht daraus nicht hervor:

„Q(uintus) Naevius Q(uinti) f(ilius) Fab(ia) Cordus Sutorius Macro praefectus vigilum praefectus praetorii Ti(beri) Caesaris Augusti testam[e]nto dedit.“

„Quintus Nävius Cordus Sutorius Macro, Sohn des Quintus, aus dem Stimmbezirk Fabia, Präfekt der Feuerwehren, Prätorianerpräfekt des Tiberius Cäsar Augustus hat mit seinem Testament (das Amphitheater) gegeben.“

Bei der Thronbesteigung des Tiberius war Lucius Aelius Seianus (Sejan) zusätzlich zu dessen Vater Lucius Seius Strabo zum Prätorianerpräfekt ernannt worden und wurde noch im selben Jahr alleiniger Kommandant der Prätorianergarde. Als Tiberius’ Nachfolger war Germanicus vorgesehen. Nach dessen Tod im Jahre 19 schien Seianus sich in die kaiserliche Familie einheiraten zu wollen, vielleicht um selbst später Kaiser zu werden, und nutzte auch seine Stellung als Prätorianerpräfekt verstärkt zum Ausbau seiner Macht. Gleichzeitig wurden Tiberius zunehmende Konspirationen und Intrigen in der römischen Aristokratie lästig, und auch auf Betreiben Seianus’ hin zog er sich 26 n. Chr. auf die Insel Capri zurück und übte seine Amtsgeschäfte von dort aus per Briefverkehr (mit dem Senat) aus. Diesen Briefverkehr steuerte wiederum Seianus und war nun der einflussreichste Mann Roms. Im Jahre 31 n. Chr. wurde er Konsul, doch nun empfand Tiberius die Macht Seianus’ als zu bedrohlich, ernannte (die genauen Beweggründe sind nicht völlig geklärt) Macro zum Prätorianerpräfekten und sandte ihn nach Rom, um Seianus festzusetzen. Im Senat ließ er einen Brief verlesen, der zunächst dem anwesenden Seianus weitere Befugnisse zu übertragen schien, dann jedoch Vorwürfe gegen ihn erhob. Seianus wurde verhaftet und noch am selben Tag mitsamt seinen Kindern unter entwürdigenden Umständen hingerichtet.
Unter Tiberius#Aufstieg und Fall des Seianus und Lucius Aelius Seianus wird diese Entwicklung ausführlicher dargestellt.

## Verhältnis zu Caligula
Macros Engagement für die Thronfolge Caligulas wird in sämtlichen Quellen dargestellt. Über das Kalkül kann jedoch keine klare Aussage getroffen werden. So schreibt Sueton, dass Caligula die Frau Macros, Ennia Naevia, verführte, um nach dem Sturz Sejans seine Aussicht auf die Thronbesteigung zu festigen. Tacitus hingegen beschreibt, dass Macro zu dieser Zeit täglich mehr bemüht war, die Gunst Caligulas zu erwerben. Darum habe er auch seine Frau dazu gebracht, vorzugeben, sie sei in Caligula verliebt, um ihn dadurch „in ihre Netze zu locken und an einen Ehevertrag zu fesseln“. Caligula lehnte nämlich nichts ab – so Tacitus – wenn er nur an die Herrschaft käme.
Eine umfangreichere Darstellung zu dem Verhältnis zwischen Caligula und Macro liefert Philo von Alexandria. Er stellt Macro als Opportunisten dar, der aus dem Bewusstsein, dass Caligula alleiniger Thronkandidat gewesen sei, heraus gehandelt und denselben „bei allen Aufgaben, die das Imperium betrafen“, unterstützt habe. Die Einschätzung des Tiberius, Caligula sei für die Machtübernahme nicht fähig, habe Macro „mit ganzer Kraft […] zu beseitigen“ versucht. Ein weiterer Grund für Macros Engagement sei der Einfluss seiner Frau gewesen, die „aus verschwiegenem Beweggrunde Tag für Tag ihren Mann anstachelte und ihn ermutigte, nie in seiner Mühe und Hilfestellung für den jungen Prinzen müde zu werden“. Anhand weiterer Beschreibungen Philos entsteht der Eindruck, Macro habe den jungen Thronfolger für das anstehende Amt zu erziehen versucht. Ständig sei Caligula auf für einen künftigen Princeps unangemessenes Verhalten hingewiesen worden. Zudem habe Macro versucht, Caligula die Rolle des Princeps bewusst zu machen und ihm ausführliche Reden über die „Kunst des Staatslenkens“ gehalten. Philo schlussfolgert: „Mit solchen Gedankengängen versuchte der Unglückliche Zauberkraft zu entfalten, um Gaius moralisch zu bessern“. Der Einfluss hielte sich vor dem Hintergrund der Darstellung Philos in Grenzen, erreichte gar das Gegenteil. So habe Gaius seinen „Lehrmeister“ in der Öffentlichkeit durch Vorwürfe, wie „Da ist der Lehrer eines Schülers […], der  verlangt, der Kaiser solle seinem Untertan gehorchen“, kompromittiert. Weiterhin sei es zu „falschen, aber glaubwürdigen und überzeugenden Vorwürfen gegen Macro“ gekommen. Offensichtlich zeigte Macro sich davon unbeeindruckt. Denn er habe Caligula drei Mal das Leben gerettet sowie ihn vor Tiberius, welcher „ihm nach dem Leben trachtete“ geschützt.

## Einfluss auf Caligulas Herrschaftsübernahme
Macros Einfluss auf die Inauguration Caligulas wird von den antiken Autoren Tacitus und Cassius Dio anhand der Todesschilderung des Tiberius bestätigt. Tacitus beschreibt, dass Tiberius, nachdem man ihn bereits für tot erklärt gehabt habe, wieder zu sich gekommen sei. Daraufhin passierte laut Tacitus folgendes: Macro intrepidus opprimi senem iniectu multae vestis iubet discedique ab limine. („Unerschrocken befahl Macro, man solle auf den Greis einen Haufen Decken werfen.“) Dio stellt dar, dass Caligula den sterbenden Tiberius mit „vielen dicken Kleidungsstücken“ erstickte und dabei von Macro unterstützt worden sei. Sueton berichtet hingegen, Caligula habe Tiberius vergiftet und schließlich eigenhändig erwürgt, ohne Macro in diesem Kontext zu erwähnen. Anzunehmen ist, dass Macro, nachdem er Caligula bereits großflächig unterstützt hatte, an einer vermeintlichen Ermordung beteiligt war. Nachdem Tiberius tot war, begrüßten die in Misenum wartenden Prätorianer Caligula als neuen Imperator.

## Tod
Noch während des ersten Regierungsjahres Caligulas entwickelte dieser ein zunehmendes Misstrauen gegenüber Macro. Es ist anzunehmen, dass er dessen Skrupellosigkeit, welche ihm Macro bei der Ermordung des Tiberius Gemellus demonstriert hatte, fürchtete. Philo sieht den sich zuspitzenden Unmut Caligulas gegenüber Macro in dessen Zurechtweisungen des Kaisers begründet und hält fest: „Immer wenn Gaius ihn von fern herankommen sah, sprach er zu seinen Begleitern in diesem Sinne: ‚Lächeln wir nicht, blicken wir zu Boden! Der Zurechtweiser kommt […] der jetzt angefangen hat einen fertigen Mann zu schulmeistern‘ […]“ Cassius Dio berichtet, dass Caligula trotz der „Liebe“ und der „Wohltaten“ Macros und Ennias, und obwohl er Macro zum praefectus Aegypti bestellte, beide zum Suizid gezwungen habe, indem er Macro der Kuppelei bezichtigt und ihn dadurch in „schmähliches Handeln“ verwickelt habe. Zu Beginn des Jahres 38 n. Chr. begingen Macro und seine Frau Ennia Naevia Selbstmord.